# Nghị sự Quán Vạn Thọ Đài
Nghị sự Quán Vạn Thọ Đài hay Nghị sự Quán Mansudae (tiếng Hàn: 만수대의사당; Hanja: 萬壽臺議事堂) là nơi đặt trụ sở của Hội nghị Nhân dân Tối cao, cơ quan lập pháp đơn viện của Bắc Triều Tiên. Nó nằm ở thủ đô Bình Nhưỡng của Triều Tiên và nằm liền kề với Bảo tàng Cách mạng Triều Tiên. Trước Chiến tranh Triều Tiên, lãnh thổ nơi tòa nhà tọa lạc là địa điểm của Nhà tù Phụ nữ Bình Nhưỡng trước đây.
Các cơ sở vật chất bao gồm hội trường chính có diện tích 4.300 mét vuông (46.000 foot vuông) với 2,000 chỗ ngồi chỗ ngồi cho các thành viên quốc hội cũng như hệ thống phiên dịch đồng thời trong hội trường có khả năng dịch 10 ngoại ngữ cùng một lúc.
Tòa nhà dựa trên ảnh hưởng kiến trúc Liên Xô với một số yếu tố của Triều Tiên.

## Cấu trúc và thiết bị
Tòa nhà được hoàn thành vào tháng 10 năm 1984 như một công trình kiến trúc hoành tráng theo phong cách tân cổ điển và mở rộng trên diện tích 45.000m². Phần chính là một hội trường lớn có 2000 chỗ ngồi có diện tích 4.300 mét vuông (46.000 foot vuông). Ngoài ra, tòa nhà có tổng cộng khoảng 200 phòng, bao gồm một số phòng hội nghị, phòng tiệc, cũng như nhiều phòng thư giãn và tiếp khách. Hệ thống phiên dịch nội bộ giúp nó có thể làm việc với chế độ ngôn ngữ lên đến mười ngôn ngữ đồng thời.
Nội thất được trang bị một phần bằng đá cẩm thạch và đá granit và được trang trí bằng những bức tranh lớn trên tường.

## Những sự kiện mang tính lịch sử
Một tuyên bố chung được ký vào ngày 4 tháng 10 năm 2007 tại Nghị sự Quán Mansudae trong hội nghị thượng đỉnh lịch sử giữa hai miền Triều Tiên
Nhân dịp kỷ niệm 100 năm ngày sinh của cố lãnh đạo Kim Nhật Thành, hội nghị hiệp thương của các thành viên hàng đầu của Ủy ban trù bị quốc tế đã họp tại Nghị sự Quán
Một kế hoạch điều hành cho một thỏa thuận văn hóa trong những năm 2011-2013 đã được ký kết giữa Triều Tiên và Philippines vào ngày 1 tháng 7 năm 2011.